# Knoopmieren
Knoopmieren (Myrmicinae) zijn een onderfamilie van mieren, waartoe ongeveer 140 geslachten worden gerekend. Tijdens de verpopping wordt er bij soorten uit deze onderfamilie geen cocon aangemaakt, en sommige van de soorten hebben een werkende angel. Deze soorten maken permanente nesten onder de grond, in rottend hout, onder stenen of in bomen.

## Geslachten
- tribus Adelomyrmecini Fernández, 2004
  - Adelomyrmex Emery, 1897
  - Baracidris Bolton, 1981
  - Cryptomyrmex Fernández, 2004
- tribus Ankylomyrmini Bolton, 2003
  - Ankylomyrma Bolton, 1973
- tribus Attini Smith, 1858
  - Acromyrmex Mayr, 1865
  - Apterostigma Mayr, 1865
  - Atta Fabricius, 1804
  - †Attaichnus Laza, 1982
  - Cyphomyrmex Mayr, 1862
  - Kalathomyrmex Klingenberg & Brandão, 2009
  - Mycetagroicus Brandão & Mayhé-Nunes, 2001
  - Mycetarotes Emery, 1913
  - Mycetophylax Emery, 1913
  - Mycetosoritis Wheeler, 1907
  - Mycocepurus Forel, 1893
  - Myrmicocrypta Smith, 1860
  - Paramycetophylax Kusnezov, 1956
  - Pseudoatta Gallardo, 1916
  - Sericomyrmex Mayr, 1865
  - Trachymyrmex Forel, 1893
- tribus Basicerotini Brown, 1949
  - Basiceros Schulz, 1906
  - Eurhopalothrix Brown & Kempf, 1961
  - Octostruma Forel, 1912
  - Protalaridris Brown, 1980
  - Rhopalothrix Mayr, 1870
  - Talaridris Weber, 1941
- tribus Blepharidattini Wheeler & Wheeler, 1991
  - Blepharidatta Wheeler, 1915
  - Wasmannia Forel, 1893
- tribus Cataulacini Emery, 1895
  - Cataulacus Smith, 1853
- tribus Cephalotini Smith, 1949
  - Cephalotes Latreille, 1802
  - Procryptocerus Emery, 1887
- tribus Crematogastrini Forel, 1893
  - Crematogaster Lund, 1831
  - Recurvidris Bolton, 1992
- tribus Dacetini Forel, 1892
  - Acanthognathus Mayr, 1887
  - Colobostruma Wheeler, 1927
  - Daceton Perty, 1833
  - Epopostruma Forel, 1895
  - Mesostruma Brown, 1948
  - Microdaceton Santschi, 1913
  - Orectognathus Smith, 1853
  - Strumigenys Smith, 1860
- tribus Formicoxenini Forel, 1893
  - Atopomyrmex André, 1889
  - Cardiocondyla Emery, 1869
  - Chalepoxenus Menozzi, 1923
  - Dilobocondyla Santschi, 1910
  - †Eocenomyrma Dlussky & Radchenko, 2006
  - Formicoxenus Mayr, 1855
  - Gauromyrmex Menozzi, 1933
  - Harpagoxenus Forel, 1893
  - Leptothorax Mayr, 1855
  - Myrmoxenus Ruzsky, 1902
  - Nesomyrmex Wheeler, 1910
  - Ochetomyrmex Mayr, 1878
  - Peronomyrmex Viehmeyer, 1922
  - Podomyrma Smith, 1859
  - Poecilomyrma Mann, 1921
  - Protomognathus Wheeler, 1905
  - Romblonella Wheeler, 1935
  - Rotastruma Bolton, 1991
  - Stereomyrmex Emery, 1901
  - †Stigmomyrmex Mayr, 1868
  - Temnothorax Mayr, 1861
  - Terataner Emery, 1912
  - Tricytarus Donisthorpe, 1947
  - Vombisidris Bolton, 1991
  - Xenomyrmex Forel, 1885
- tribus Lenomyrmecini Bolton, 2003
  - Lenomyrmex Fernández & Palacio, 1999
- tribus Liomyrmecini Bolton, 2003
  - Liomyrmex Mayr, 1865
- tribus Melissotarsini Emery, 1901
  - Melissotarsus Emery, 1877
  - Rhopalomastix Forel, 1900
- tribus Meranoplini Emery, 1914
  - Meranoplus Smith, 1853
  - †Parameranoplus Wheeler, 1915
- tribus Metaponini Forel, 1911
  - Metapone Forel, 1911
- tribus Myrmecinini Ashmead, 1905
  - Acanthomyrmex Emery, 1893
  - †Enneamerus Mayr, 1868
  - Myrmecina Curtis, 1829
  - Perissomyrmex Smith, 1947
  - Pristomyrmex Mayr, 1866
  - †Stiphromyrmex Wheeler, 1915
- tribus Myrmicariini Forel, 1893
  - Myrmicaria Saunders, 1842
- tribus Myrmicini Lepeletier de Saint-Fargeau, 1835
  - Eutetramorium Emery, 1899
  - Huberia Forel, 1890
  - Hylomyrma Forel, 1912
  - Manica Jurine, 1807
  - Myrmica Latreille, 1804
  - †Plesiomyrmex Dlussky & Radchenko, 2009
  - Pogonomyrmex Mayr, 1868
  - †Protomyrmica Dlussky & Radchenko, 2009
  - Secostruma Bolton, 1988

- tribus Paratopulini Bolton, 2003
  - Paratopula Wheeler, 1919
- tribus Phalacromyrmecini Dlussky & Fedoseeva, 1988
  - Ishakidris Bolton, 1984
  - Phalacromyrmex Kempf, 1960
  - Pilotrochus Brown, 1978
- tribus Pheidolini Emery, 1877
  - Anisopheidole Forel, 1914
  - Aphaenogaster Mayr, 1853
  - Chimaeridris Wilson, 1989
  - Goniomma Emery, 1895
  - Kartidris Bolton, 1991
  - †Lonchomyrmex Mayr, 1867
  - Lophomyrmex Emery, 1892
  - Messor Forel, 1890
  - Ocymyrmex Emery, 1886
  - Oxyopomyrmex André, 1881
  - †Paraphaenogaster Dlussky, 1981
  - Pheidole Westwood, 1839
- tribus Solenopsidini Forel, 1893
  - Adlerzia Forel, 1902
  - Allomerus Mayr, 1878
  - Anillomyrma Emery, 1913
  - Bondroitia Forel, 1911
  - Carebara Westwood, 1840
  - Carebarella Emery, 1906
  - Diplomorium Mayr, 1901
  - Dolopomyrmex Cover & Deyrup, 2007
  - Formosimyrma Terayama, 2009
  - †Hypopomyrmex Emery, 1891
  - Machomyrma Forel, 1895
  - Megalomyrmex Forel, 1885
  - Monomorium Mayr, 1855
  - Oxyepoecus Santschi, 1926
  - †Oxyidris Wilson, 1985
  - Pheidologeton Mayr, 1862
  - Solenopsis Westwood, 1840
  - Tranopelta Mayr, 1866
  - Tropidomyrmex Silva, Feitosa, Brandão & Diniz, 2009
- tribus Stegomyrmecini Wheeler, 1922
  - Stegomyrmex Emery, 1912
- tribus Stenammini Ashmead, 1905
  - Ancyridris Wheeler, 1935
  - Austromorium Shattuck, 2009
  - Bariamyrma Lattke, 1990
  - Calyptomyrmex Emery, 1887
  - Cyphoidris Weber, 1952
  - Dacatria Rigato, 1994
  - Dacetinops Brown & Wilson, 1957
  - Dicroaspis Emery, 1908
  - Goaligongidris Xu, 2012
  - †Ilemomyrmex Wilson, 1985
  - Indomyrma Brown, 1986
  - Lachnomyrmex Wheeler, 1910
  - Lasiomyrma Terayama & Yamane, 2000
  - Lordomyrma Emery, 1897
  - Proatta Forel, 1912
  - Propodilobus Branstetter, 2009
  - Rogeria Emery, 1894
  - Rostromyrmex Rosciszewski, 1994
  - Stenamma Westwood, 1839
  - Tetheamyrma Bolton, 1991
  - Vollenhovia Mayr, 1865
- tribus Tetramoriini Emery, 1895
  - Anergates Forel, 1874
  - Decamorium Forel, 1913
  - Rhoptromyrmex Mayr, 1901
  - Strongylognathus Mayr, 1853
  - Teleutomyrmex Kutter, 1950
  - Tetramorium Mayr, 1855
- Myrmicinae incertae sedis
  - †Afromyrma Dlussky, Brothers & Rasnitsyn, 2004
  - †Attopsis Heer, 1850
  - †Boltonidris Radchenko & Dlussky, 2012
  - †Brachytarsites Hong, 2002
  - †Clavipetiola Hong, 2002
  - Diaphoromyrma Fernández, Delabie & Nascimento, 2009
  - †Electromyrmex Wheeler, 1910
  - †Eocenidris Wilson, 1985
  - †Eomyrmex Hong, 1974
  - †Fallomyrma Dlussky & Radchenko, 2006
  - †Fushunomyrmex Hong, 2002
  - †Miosolenopsis Zhang, 1989
  - †Myrmecites Dlussky & Rasnitsyn, 2003
  - †Orbigastrula Hong, 2002
  - †Quadrulicapito Hong, 2002
  - †Quineangulicapito Hong, 2002
  - †Sinomyrmex Hong, 2002
  - †Solenopsites Dlussky & Rasnitsyn, 2003
  - †Sphaerogasterites Hong, 2002
  - Tyrannomyrmex Fernández, 2003
  - †Wumyrmex Hong, 2002
  - †Zhangidris Bolton, 2003